# 1980年レークプラシッドオリンピックのチェコスロバキア選手団
1980年レークプラシッドオリンピックのチェコスロバキア選手団（1980ねんレークプラシッドオリンピックのチェコスロバキアせんしゅだん）は、1980年2月13日から2月24日まで、アメリカ合衆国ニューヨーク州のレークプラシッドで開催された1980年レークプラシッドオリンピックのチェコスロバキア選手団、およびその競技結果。

## 概要
今大会は金メダルと銀メダルはなく、銅メダル1個に留まった。

## メダル
| メダル | 選手名                         | 競技                   | 種目    |
| ------ | ------------------------------ | ---------------------- | ------- |
| 銅     | クヴェトスラヴァ・イェリオヴァ | クロスカントリースキー | 女子5km |